# Mistrzostwa Świata w Hokeju na Lodzie 2007
Mistrzostwa Świata w Hokeju na Lodzie 2007 – 71. edycja mistrzostw świata organizowane przez IIHF, która odbyła się po raz drugi w niepodległej Rosji. Turniej Elity odbył się w dniach 27 kwietnia-13 maja, a miastami goszczącymi najlepsze drużyny świata były Moskwa i Mytiszczi.
Czas i miejsce rozgrywania pozostałych turniejów:
- Dywizja I Grupa A: 15-21 kwietnia, Qiqihar (Chiny)
- Dywizja I Grupa B: 15-21 kwietnia, Lublana (Słowenia)
- Dywizja II Grupa A: 11-17 kwietnia, Seul (Korea Południowa)
- Dywizja II Grupa B: 11-17 kwietnia, Zagrzeb (Chorwacja)
- Dywizja III: 15-21 kwietnia, Dundalk (Irlandia)

## Elita
| Msc. | Reprezentacja |
| ---- | ------------- |
|      | Kanada        |
|      | Finlandia     |
|      | Rosja         |
| 4    | Szwecja       |
| 5    | USA           |
| 6    | Słowacja      |
| 7    | Czechy        |
| 8    | Szwajcaria    |
| 9    | Niemcy        |
| 10   | Dania         |
| 11   | Białoruś      |
| 12   | Włochy        |
| 13   | Łotwa         |
| 14   | Norwegia      |
| 15   | Austria       |
| 16   | Ukraina       |

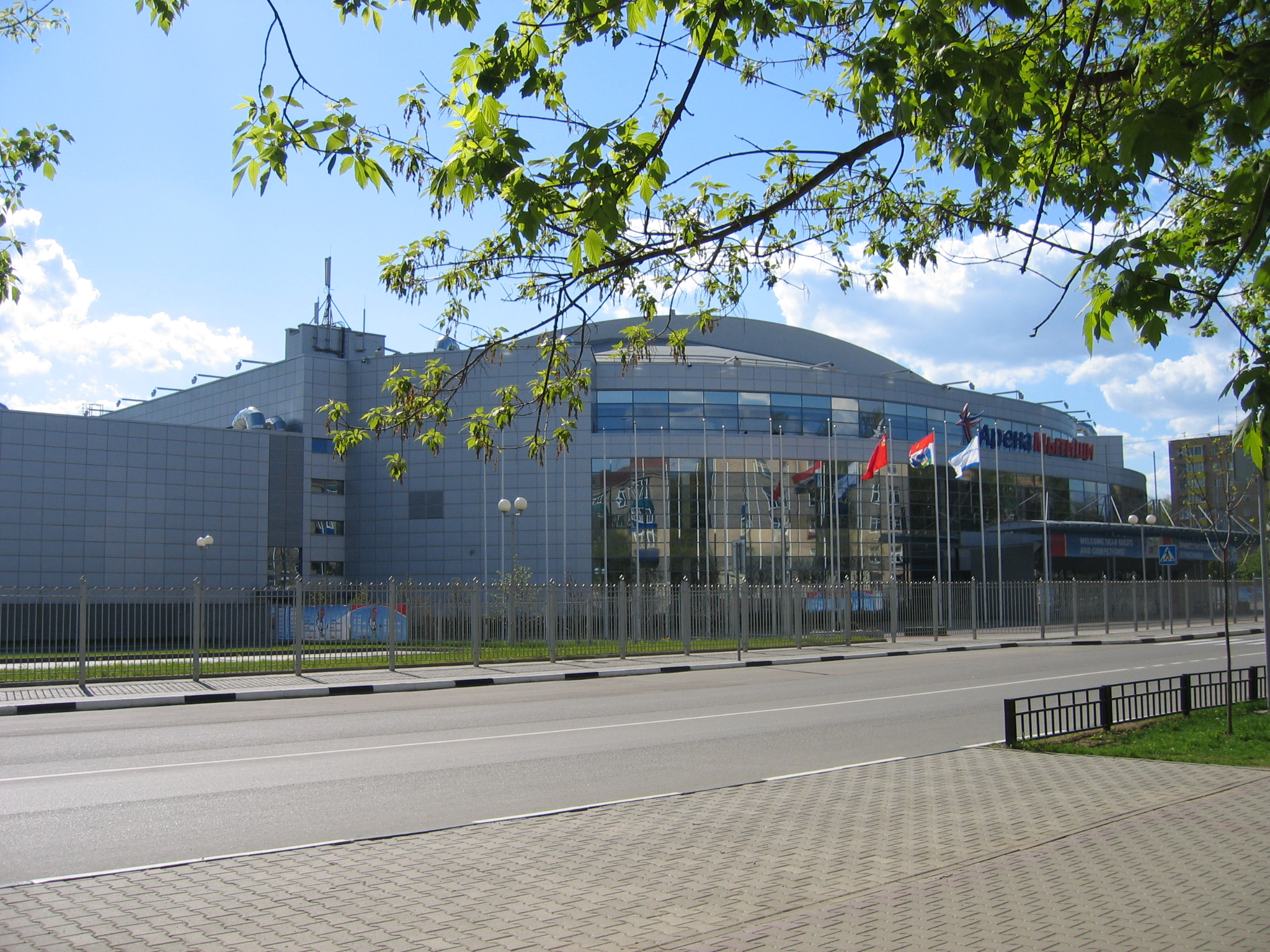
Mytiszczi Arena

W tej części mistrzostw uczestniczy najlepsze 16 drużyn na świecie. System rozgrywania meczów jest inny niż w niższych dywizjach. Najpierw odbywa się faza grupowa, w której zespoły są podzielone w czterech grupach po cztery zespoły. Z każdej grupy awansuje po trzy drużyny do drugiej fazy grupowej, zaś najgorsze tj. z czwartych miejsc walczą o utrzymanie między sobą systemem kołowym (każdy z każdym). Dwie najlepsze drużyny spadają do pierwszej dywizji. Dwanaście zespołów jakie pozostaną w walce o medale, zostaną podzielone na dwie grupy po 6 zespołów. Mecze rozgrywane są systemem kołowym (każdy z każdym) z zaliczenie wyników pierwszej fazy grupowej. Cztery najlepsze drużyny awansują do fazy pucharowej, gdzie przegrywająca drużyna nie liczy się w walce o tytuł mistrzowski.
Mecze rozegrane były w Rosji po raz drugi w historii. Ostatni turniej mistrzowski odbył się tu w 2000 roku, a miastem, które gościło najlepsze drużyny świata był Petersburg.
Hale w których odbyły się zawody to:

Hodynka Arena (o pojemności 14 000 miejsc)

Mytiszczi Arena (o pojemności 7 000 miejsc)
Zawody odbyły się w dniach 27 kwietnia - 13 maja 2007 roku. Pierwszym meczem, który odbył się na tych mistrzostwach to spotkanie pomiędzy Stanami Zjednoczonymi i Austrią. W tymże meczu pierwszą bramkę w turnieju zdobył Phil Kessel, który strzelił bramkę w pierwszej minucie i 59 sekundzie.
Królem strzelców mistrzostw został Aleksiej Morozow, który zdobył 8 bramek w siedmiu rozegranych meczach, zaś w punktacji kanadyjskiej najlepszym był Johan Davidsson, który zdobył 14 punktów (7 bramek i 7 asyst). Do piątki gwiazd zaliczono: bramkarza reprezentacji Finlandii - Lehtonena, obrońców: Fina Nummelina i Rosjanina Markowa oraz napastników: Morozowa, Małkina (obaj z Rosji) i Nash'a z Kanady. MVP turnieju został wybrany Rick Nash.

## Pierwsza dywizja
Grupa A
| Lp. | Drużyna    |
| --- | ---------- |
| 1   | Francja    |
| 2   | Polska     |
| 3   | Kazachstan |
| 4   | Estonia    |
| 5   | Holandia   |
| 6   | Chiny      |

Grupa B
| Lp. | Drużyna         |
| --- | --------------- |
| 1   | Słowenia        |
| 2   | Węgry           |
| 3   | Japonia         |
| 4   | Wielka Brytania |
| 5   | Litwa           |
| 6   | Rumunia         |

W mistrzostwach pierwszej dywizji uczestniczyło 12 zespołów, które zostały podzielone na dwie grupy po 6 zespołów. Rozegrały one mecze systemem każdy z każdym. Zwycięzcy turniejów awansowali do mistrzostw świata elity w 2008 roku, zaś najsłabsze drużyny spadły do drugiej dywizji.
Grupa A rozgrywała swoje mecze w chińskim mieście Qiqihar w hali Qiqihar Icerink. Turniej odbywał się w dniach 15 - 21 kwietnia 2007 roku. W Chinach swoje mecze rozgrywała reprezentacja Polski.
Grupa B rozgrywała swoje mecze w słoweńskiej stolicy - Lublana w hali Tivoli. Turniej odbywał się w dniach 15 - 21 kwietnia 2007 roku.

### Mecze Polaków
| 15 kwietnia 2007 | Holandia | 3:4 pk. | Polska | Qiqihar Icerink |

| Szczegóły      | Szczegóły                                                               | Szczegóły                 | Szczegóły                                                                                      | Szczegóły                                |
| -------------- | ----------------------------------------------------------------------- | ------------------------- | ---------------------------------------------------------------------------------------------- | ---------------------------------------- |
| Godzina: 20:30 | B. Smulders 35:22 (EQ) C.van Schagen 45:57 (EQ) J. Schaafsma 47:27 (PP) | (0:1, 1:2, 1:0, 0:0, 0:1) | 04:36 (PP) G. Pasiut 27:33 (PP) L. Laszkiewicz 30:37 (PP) M. Łopuski 65:00 (PS) L. Laszkiewicz | Widzów: 1235 Sędzia główny: Jari Levonen |

| 16 kwietnia 2007 | Polska | 9:1 | Chiny | Qiqihar Icerink |

| Szczegóły      | Szczegóły | Szczegóły       | Szczegóły         | Szczegóły                                |
| -------------- | --- | --------------- | ----------------- | ---------------------------------------- |
| Godzina: 20:30 | L. Laszkiewicz 07:06 (EQ) A. Labryga 14:49 (PP) J. Płachta 20:31 (PP) J. Płachta 25:53 (EQ) L. Laszkiewicz 31:21 (EQ) J. Różański 38:49 (EQ) S. Gonera 40:58 (EQ) S. Gonera 51:18 (EQ) M. Jaros 59:25 (EQ) | (2:0, 4:1, 3:0) | 37:02 (SH) K. Yin | Widzów: 1325 Sędzia główny: Craig Hanson |

| 18 kwietnia 2007 | Francja | 4:0 | Polska | Qiqihar Icerink |

| Szczegóły      | Szczegóły                                                                                     | Szczegóły       | Szczegóły | Szczegóły                                |
| -------------- | --------------------------------------------------------------------------------------------- | --------------- | --------- | ---------------------------------------- |
| Godzina: 20:30 | J. Desrosiers 19:25 (EQ) F. Rozenthal 20:14 (EQ) N. Besch 28:20 (EQ) J. Desrosiers 35:20 (EQ) | (1:0, 3:0, 0:0) |           | Widzów: 825 Sędzia główny: Martin Homola |

| 19 kwietnia 2007 | Polska | 5:2 | Kazachstan | Qiqihar Icerink |

| Szczegóły      | Szczegóły | Szczegóły       | Szczegóły                                         | Szczegóły                              |
| -------------- | --- | --------------- | ------------------------------------------------- | -------------------------------------- |
| Godzina: 17:00 | J. Płachta 03:21 (EQ) J. Płachta 08:15 (EQ) J. Płachta 27:07 (EQ) M. Dulęba 29:54 (EQ) M. Rompkowski 36:59 (EQ) | (2:0, 3:2, 0:0) | 28:04 (EQ) A. Korieszkow 35:25 (PP) M. Komissarow | Widzów: 854 Sędzia główny: Daniel Konc |

| 21 kwietnia 2007 | Polska | 4:3 pd. | Estonia | Qiqihar Icerink |

| Szczegóły      | Szczegóły                                                                                   | Szczegóły            | Szczegóły                                                        | Szczegóły                                 |
| -------------- | ------------------------------------------------------------------------------------------- | -------------------- | ---------------------------------------------------------------- | ----------------------------------------- |
| Godzina: 17:00 | L. Laszkiewicz 10:37 (EQ) A. Labryga 27:19 (PP) G. Pasiut 36:13 (EQ) J. Różański 61:35 (PP) | (1:2, 2:0, 0:1, 1:0) | 07:39 (EQ) K. Kaljuste 15:23 (PP) A. Makrov 45:37 (PP) A. Petrow | Widzów: 1231 Sędzia główny: Martin Homola |

## Druga dywizja
Grupa A
| Lp. | Drużyna   |
| --- | --------- |
| 1   | Chorwacja |
| 2   | Belgia    |
| 3   | Hiszpania |
| 4   | Serbia    |
| 5   | Bułgaria  |
| 6   | Turcja    |

Grupa B
| Lp. | Drużyna          |
| --- | ---------------- |
| 1   | Korea Południowa |
| 2   | Australia        |
| 3   | Izrael           |
| 4   | Islandia         |
| 5   | Meksyk           |
| 6   | Korea Północna   |

W mistrzostwach drugiej dywizji uczestniczyło 12 zespołów, które zostały podzielone na dwie grupy po 6 zespołów. Rozegrały one mecze systemem każdy z każdym. Zwycięzcy turniejów awansowali do mistrzostw świata pierwszej dywizji w 2008 roku, zaś najsłabsze drużyny spadły do trzeciej dywizji.
Grupa A rozgrywała swoje mecze w chorwackim Zagrzebiu w hali Dom Sportova. Turniej odbywał się w dniach 11 - 17 kwietnia 2007 roku.
Grupa B rozgrywała swoje mecze w koreańskim Seulu w hali Mok-Dong Arena. Turniej odbywał się w dniach 2 - 8 kwietnia 2007 roku.

## Trzecia dywizja
| Lp. | Drużyna       |
| --- | ------------- |
| 1   | Nowa Zelandia |
| 2   | Irlandia      |
| 3   | Luksemburg    |
| 4   | RPA           |
| 5   | Mongolia      |
| 6   | Armenia       |

W tej części mistrzostw uczestniczyło 6 drużyn, które rozgrywają mecze w jednej grupie systemem każdy z każdym. Najlepsze dwa zespoły awansowały do drugiej dywizji. Gospodarzem turnieju było irlandzkie miasto Dundalk. Był to pierwszy turniej mistrzostw świata na terenie tego państwa.
Zawody odbyły się w dniach od 15 kwietnia do 21 kwietnia 2007 roku.
Mecze rozgrywano w hali Dundalk Ice Dome.